# ヴァイオレット・パルマー
ヴァイオレット・パルマー（Violet Renice Palmer、1964年7月20日 - ）は、NBA、WNBAのレフェリー(審判員)。アメリカ合衆国・カリフォルニア州コンプトン出身。
北米4大プロスポーツリーグで初めての女性審判員。背番号は12。現在、NBAの女性レフェリーは5人いるが、プレーオフの審判経験があるのはパルマーのみである。

## 経歴
1964年、カリフォルニア州コンプトンで生まれ、ポモナのカリフォルニア科学技術大学で
、1985年から1986年まで、ポイントガードとしてプレーし、NCAAディビジョンⅡで、チャンピオンとなった。
2001年、若者の審判技術向上のためにヴァイオレット・パルマー・オフィシャルキャンプを創設し、毎年7月9日から11日の期間開催した。
NBAプレシーズンゲームなどの様々なレベルの試合で審判を務めていたが、1996年のNCAAディビジョンⅠの男子トーナメントでの審判のオファーを受けたが、女性であることを理由に撤回されている。
1997年にパルマーとディー・キャンターは、共にNBAと契約を交わし、北米4大プロスポーツリーグで初めての女性審判員が誕生することとなった。
1997年10月31日、NBA開幕戦のメンフィス・グリズリーズ対ダラス・マーベリックス戦で、女性初のレフェリーを務めた。このシーズンから、2015年までで、919試合で、審判を務めた。ディー・キャンターは、2002年までの247試合で審判を務めた。
2009年5月28日、NCAAディビジョンⅠのウェストコーストカンファレンスの女性審判員のためのコーディネーターに採用された。

## プライベート
2014年7月に、同性愛者であり、ヘアースタイリストの女性と結婚することを発表した。